# Ziziphus havilandii
Ziziphus havilandii är en brakvedsväxtart som beskrevs av Henry Nicholas Ridley. Ziziphus havilandii ingår i släktet Ziziphus och familjen brakvedsväxter. Inga underarter finns listade i Catalogue of Life.